# Sint-Mariakerk (Buttforde)
De protestants-lutherse Sint Mariakerk (Duits: St-Marien-Kirche) in het Oost-Friese Buttforde, een plaats in de gemeente Wittmund, is een romaans bouwwerk dat rond 1230 op een terp werd gebouwd. Het heeft een bijzonder rijk interieur. Van belang zijn met name het laatgotische altaar, het doksaal, het kerkgestoelte en meerdere houten beelden uit de late middeleeuwen. Het orgel van Joachim Richborn is een instrument van internationale allure.

## Geschiedenis

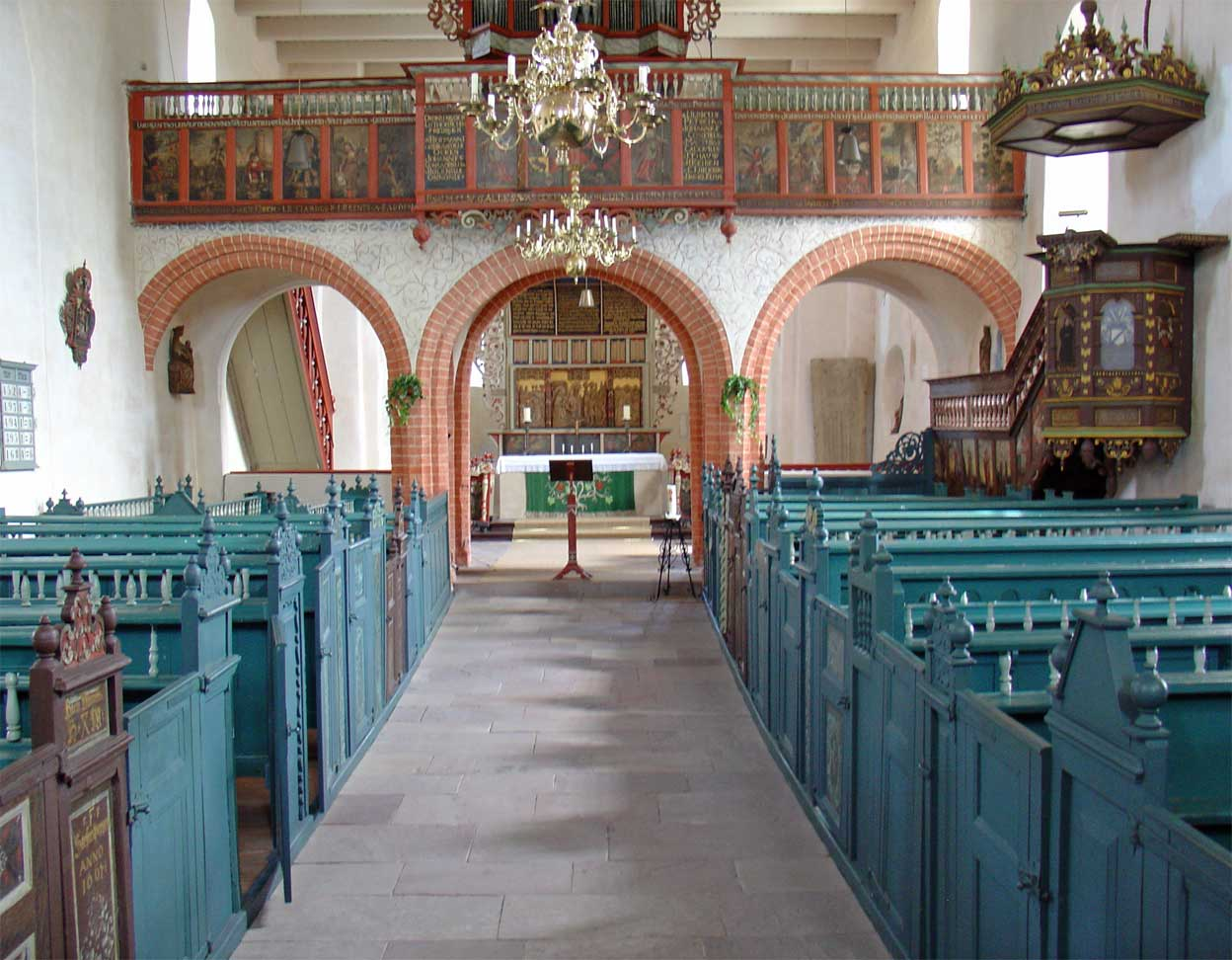
Interieur Mariakerk Buttforde

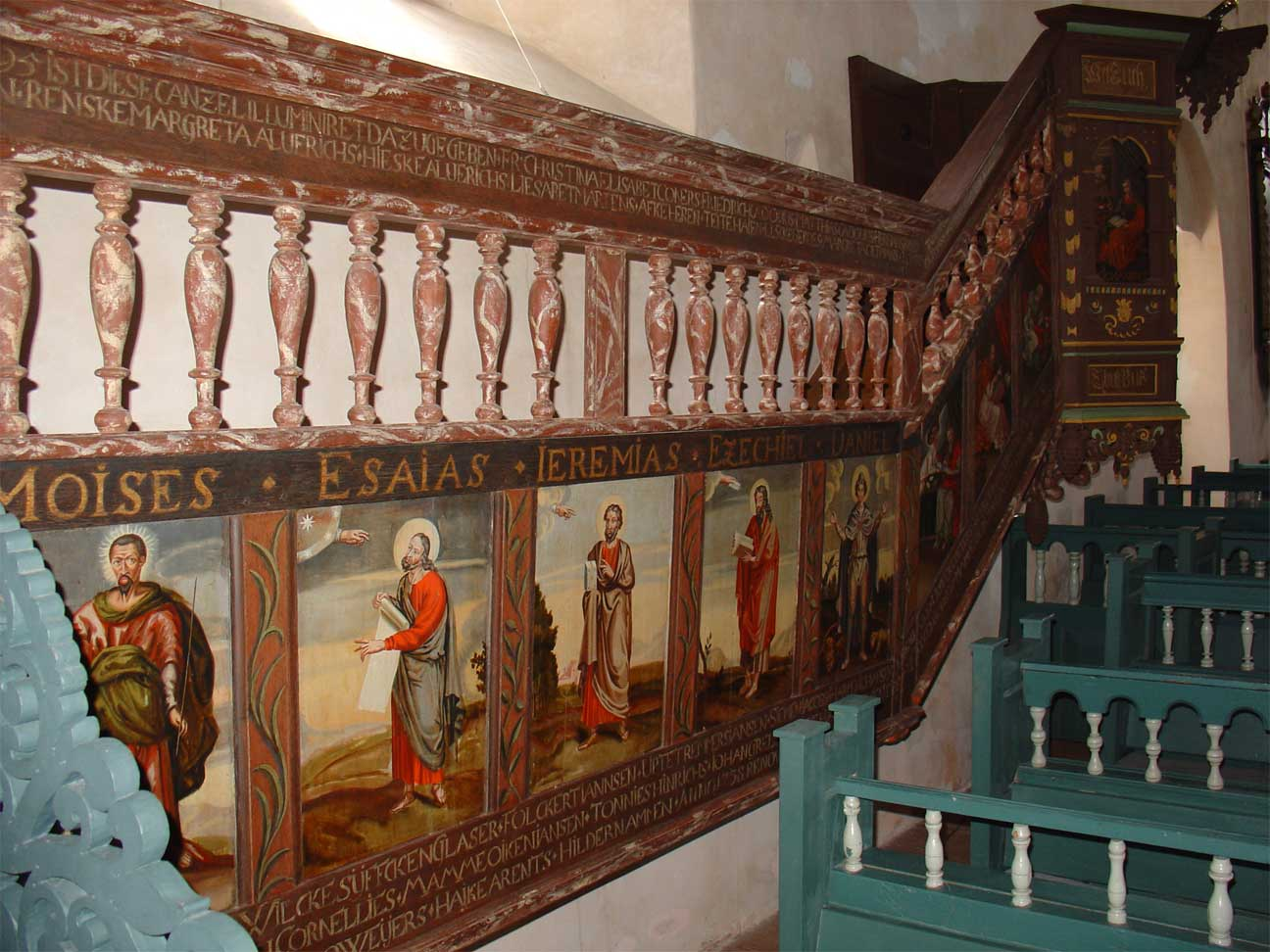
Preekstoel Mariakerk Buttforde

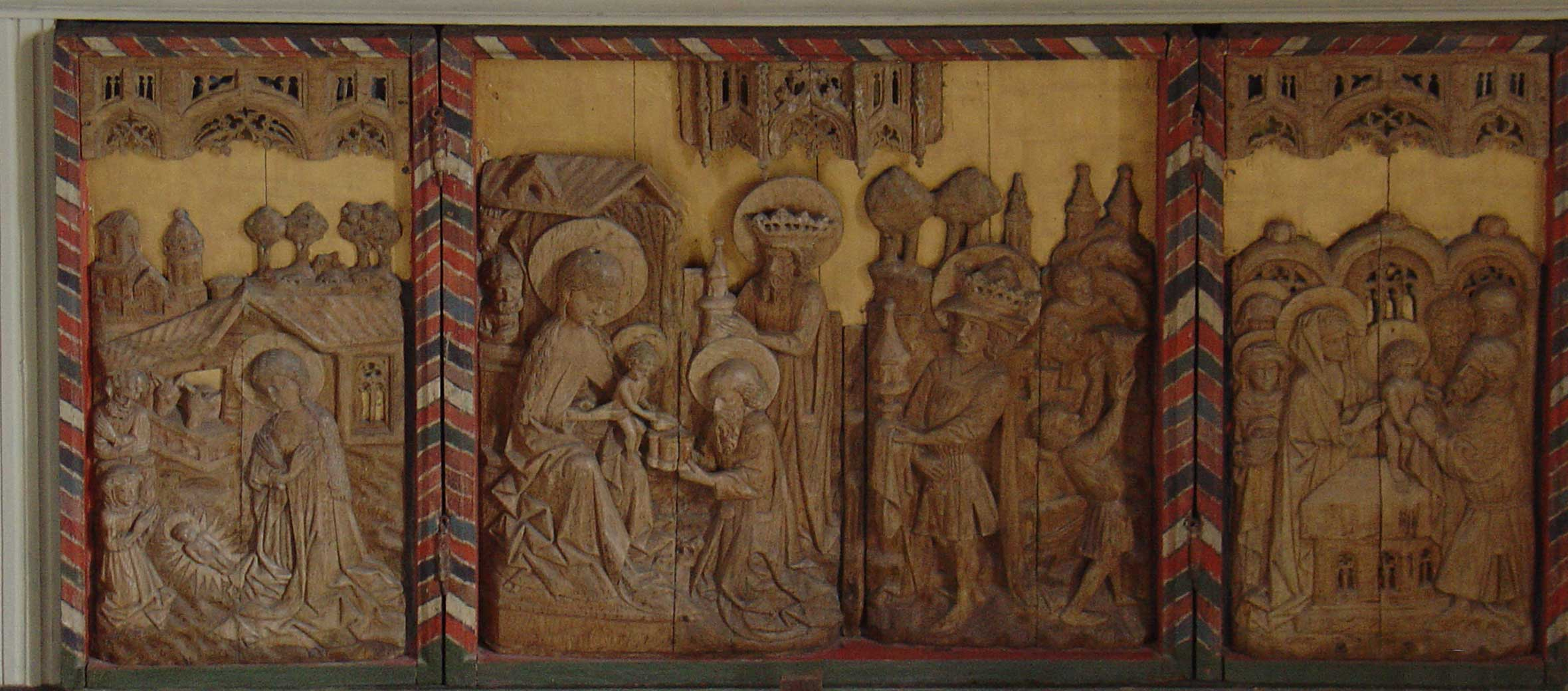
Retabel Mariakerk Buttforde

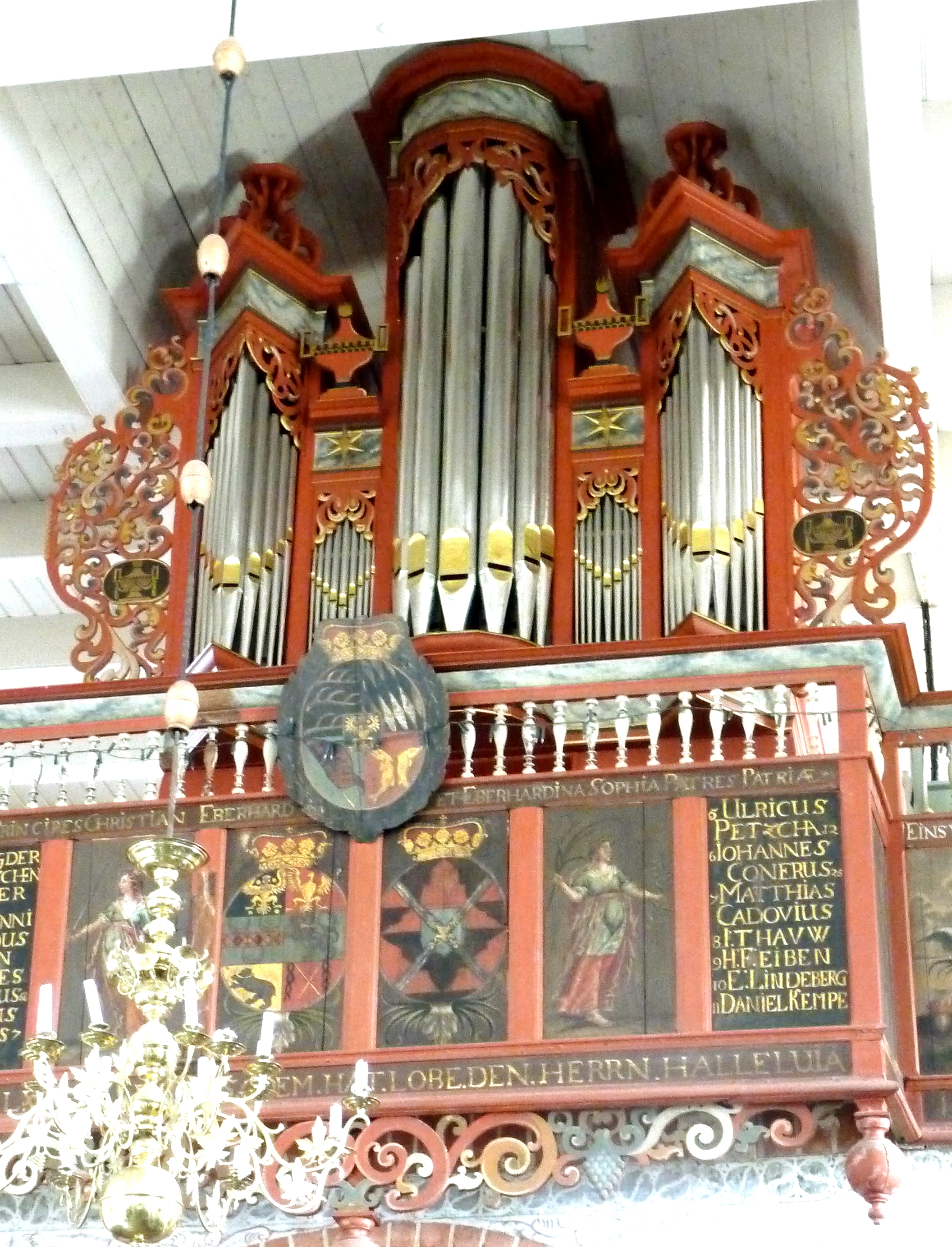
Orgel

Het is niet vast te stellen wanneer Buttforde voor het eerste werd bewoond. Een kerkelijke gemeente moet er in ieder geval vanaf de eerste helft van de 13e eeuw zijn geweest. Of er een oudere bouw was dan de huidige kerk blijft eveneens ongewis, maar dit wordt niet als onwaarschijnlijk beoordeeld. Drie romaanse grafstenen wijzen op een aanzienlijke ouderdom, net als een romaans doopvont en een wijwaterbekken. Deze stenen voorwerpen, die ouder zijn dan het kerkgebouw zelf, doen de waarschijnlijkheid van een houten voorganger vermoeden.
De huidige kerk van granieten blokken werd rond 1230 gebouwd. De vrijstaande klokkentoren van baksteen is van latere datum en stamt uit de 13e eeuw. In 1450 werd het koor van het kerkschip gescheiden door een stenen doksaal. Bouwkundige gebreken noodzaakten in de 17e eeuw tot grote herstelwerkzaamheden aan het kerkgebouw, dat op meerder plekken door grote muurankers bij elkaar wordt gehouden. De westelijke muur moest in 1636 opnieuw worden opgemetseld en na een gedeeltelijke instorting moest de apsis in 1685 gedeeltelijk opnieuw worden opgetrokken. Terwijl de hoofdbouw vrijwel geheel uit granietblokken bestaat, werden bij de vervanging baksteen gebruikt.
In het jaar 1672 kreeg de kerk een voorbouw voor de hoofdingang. De oude romaanse rondbogenportalen in de zijmuren van de kerk werden vervolgens dichtgemetseld. Grote renovaties vonden plaats in de jaren 1898 en 1955. Tussen 1977 en 1981 werd de kerk ingrijpend gerestaureerd.

## Bouwbeschrijving
De Mariakerk is een zaalkerk in romaanse stijl met een halfronde apsis. De zijmuren bevatten elk drie rondbogige vensters en twee voormalige, dichtgemetselde portalen in het noorden en zuiden. Het interieur was oorspronkelijk verdeeld in drie traveeën die met een tongewelf waren afgesloten. Na een instorting werd het tongewelf verwijderd en vervangen door een vlak balkenplafond. Tijdens deze werkzaamheden werden de muren van de kerk met ongeveer een meter verlaagd. Resten van de schildboog bleven echter bewaard. Koor en schip worden door een van de weinige in Oost-Friesland bewaarde stenen doksaals van elkaar gescheiden.

## Interieur
Het doopvont van graniet stamt uit de late 12e eeuw. In de zuidoosthoek van het koor bevindt zich een romaanse grafzerk, eveneens uit het einde van de 12e eeuw. Nog een grafzerk, die eveneens op de 12e eeuw gedateerd, werd in 1642 bij de bijzetting van Friedrich Hinrichs Hilgemann opnieuw gebruikt en voor dit doel aangepast. Het randschrift stamt uit deze tijd, het ingegraveerde romaanse kruis bleef echter bewaard.
Het altaar met een baldakijn werd in het begin van de 16e eeuw gebouwd. Het toont in houtsnijwerk de voorstellingen van de Geboorte van Christus (links), de Aanbidding van de Herders (midden) en de Besnijdenis van de Heer (rechts). Deze delen van een laatgotisch vleugelaltaar uit de tweede helft van de 15e eeuw werden in de vroege 16e eeuw in de huidige opstelling opgesteld en van een baldakijn voorzien, zoals deze ook voorkomt in de Sint-Liudgerkerk van Norden en de Sint-Ansgariuskerk te Hage. De predella met panelen van de evangelisten, de versiering op de zijkanten en de geschilderde tekst onder het baldakijn werden volgens het inschrift in het jaar 1656 vervaardigd.
Aan de muren bevinden zich op consoles laatmiddeleeuwse houten beelden van een tronende Maria, een Maria op de maansikkel en een piëta uit circa 1500.
Het doksaal werd in 1450 toegevoegd. De drie doorgangen symboliseren de Drie-eenheid. Na de reformatie werd er in het jaar 1681 een orgel op geplaatst en de balustrade met afbeeldingen van de apostelen, teksten uit de Bijbel en (in het naar voren springende middendeel) het alliantiewapen van de Oost-Friese graaf Christiaan Everhard en zijn eerste vrouw toegevoegd.
De kanselkuip dateert uit 1655. Het is versierd met het wapen van de schenker en panelen van Maarten Luther en Johannes de Evangelist. De trap trap met voorstellingen van de andere drie evangelisten en de galerij met panelen van de grote profeten Mozes, Jesaja, Jeremia, Ezechiël en Daniël werden in 1695 bijgevoegd.
De kerkbanken uit de renaissance bleven goed bewaard. Ooit waren ze fraai beschilderd en bij de laatste renovatie werden de oorspronkelijke kleuren en het jaartal 1667 van enige deuren blootgelegd. Bij andere banken werd de latere beschildering met rococo ornamenten vernieuwd. Op veel banken zijn huismerken aangebracht van de families die de vroegere eigenaren van banken waren.
Het orgel van de Mariakerk uit het jaar 1681 is het enige orgel van Joachim Richborn dat grotendeels bewaard bleef. In het jaar 1803 werden de vleugeltorens verwijderd en vervangen door de huidige houtgesneden oren. Het orgel werd in 1949 gerenoveerd en bezit tot op de dag van vandaag nog vrijwel dezelfde klank als in de 17e eeuw.
Bezienswaardig zijn voorts:
- De zogenaamde Jonkersstoel, een herenbank achter in de kerk met een beschilderde borstwering uit het jaar 1703.
- Een drietal schilderijen van de Bekering van Paulus, Daniël in de Leeuwenkuil en Christus (18e eeuw).
- Twee rouwborden uit de jaren 1664 en 1652 en de epitafen voor Anna Magdalena Hoyer (1682) en Margareta Brunken (1691).
- Twee messing kroonluchters in het middenschip uit 1650 en 1693